# Heinrich Bernhard von Sydow

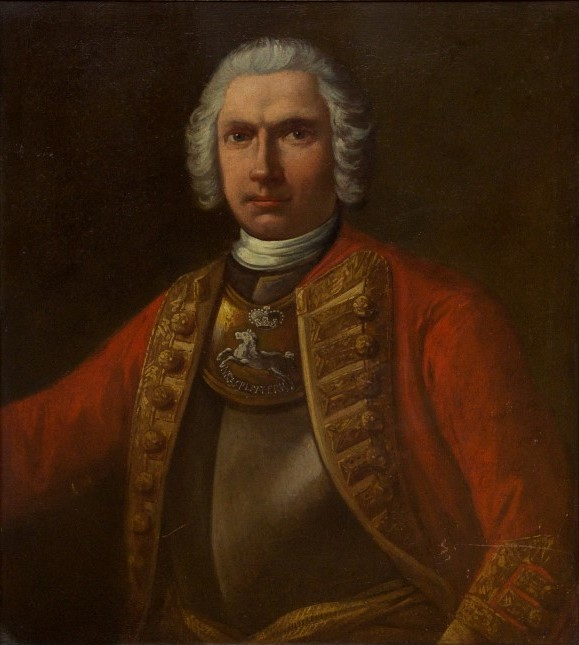
Heinrich Bernhard von Sydow (1749) als Kapitän

Heinrich Bernhard von Sydow (* 27. Februar 1711 err.; † 15. Januar 1789 in Nienburg/Weser) war ein deutscher Generalleutnant der Infanterie in kurhannoveraner Diensten.
Heinrich Bernhard von Sydow war ein Sohn von Bernhard Joachim von Sydow († 1742) und dessen Ehefrau Beate Elisabeth von Pufendorf, einer Tochter des Kanzlers Esaias von Pufendorf. Der Stadtkommandant von Danzig Joachim von Sydow war sein Großvater väterlicher Seite. Er begann seine Militärkarriere 1731 als Fähnrich im Regiment Wrangel. 1747 wurde er Kapitän beim Regiment Spörken und 1757 Major beim Regiment Oberg. Zwei Jahre später wurde Sydow zum Oberst und Bataillonskommandeur ernannt. 1778 wurde er Generalmajor, 1781 Generalleutnant und Chef des Kurhannoverschen Infanterieregiments No. 6 als Nachfolger von Christian Ludwig von Hardenberg.
Als Kommandeur des 2. Bataillons des Regiments von Goldacker nahm auf Seiten Englands an der Verteidigung der Insel Menorca teil und musste sich den spanisch-französischen Truppen am 4. Februar 1782 ergeben.